# Mitsukurina owstoni
El tiburón duende o tiburón trasgo (Mitsukurina owstoni) es una especie de elasmobranquio lamniforme de la familia Mitsukurinidae. Es bastante inusual en cuanto a su morfología, pues presenta una notoria prolongación a modo de morro que sobresale de su boca, unas mandíbulas de libre desplazamiento (es decir, se mueven adelante cuando abre la boca), y un color muy extraño, rosado con el dorso gris. El tiburón duende es el único miembro vivo de la familia Mitsukurinidae, de los cuales, Scapanorhynchus y Anomotodon, son sus parientes extintos.

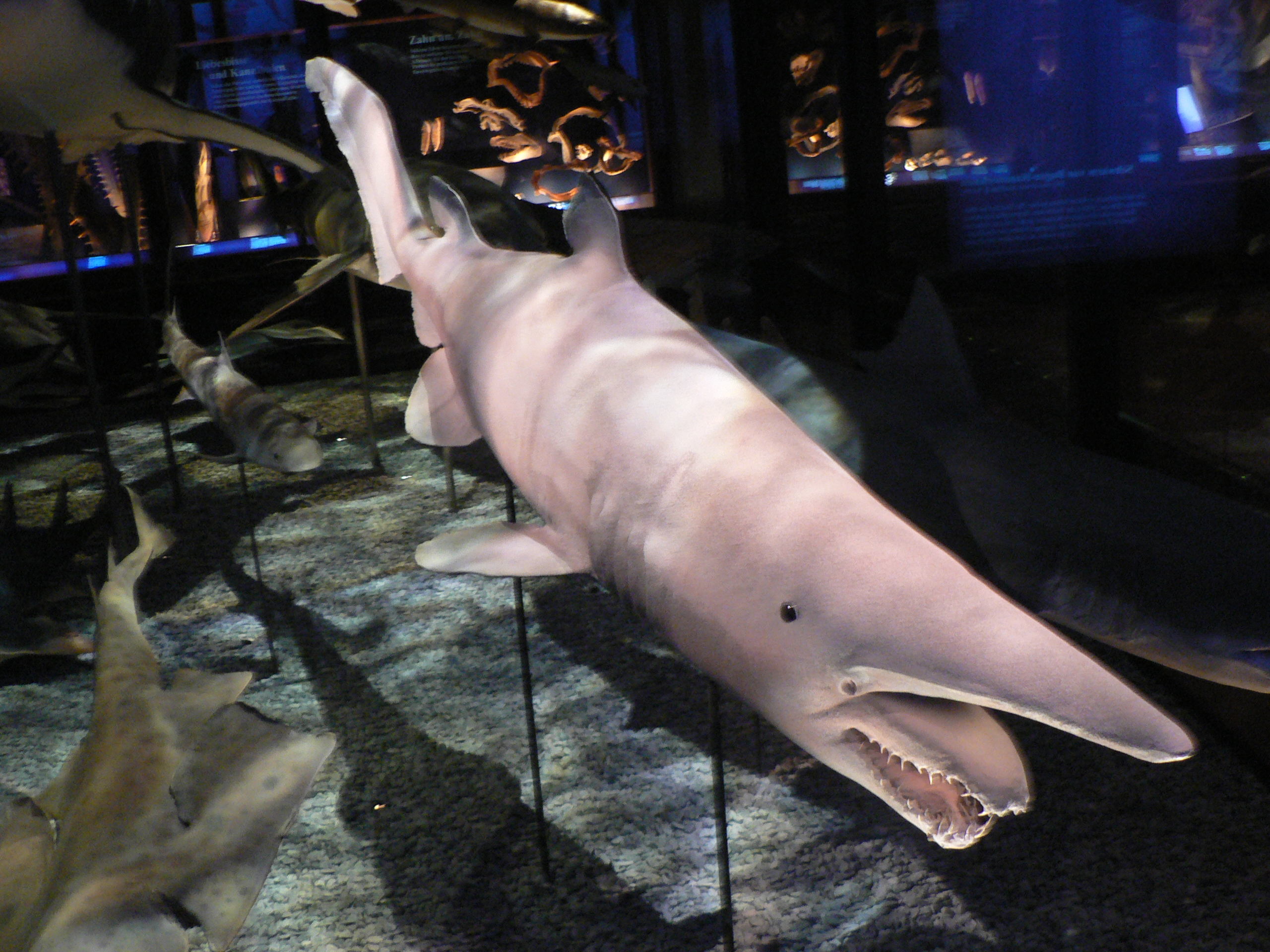
Modelo de tiburón duende rosado con las mandíbulas extendidas

## Descubrimiento
El primer espécimen conocido fue capturado por un pescador en la corriente de Kuroshio, cerca de la costa de Japón en 1898. Dicho pescador puso el nombre de Ichigo a este pez, que en el japonés significa, "El que protege" o "tiburón cornudo". La criatura medía un metro y medio.
Otro espécimen fue capturado y mantenido en cautiverio en la universidad de Tokai Japón. Murió después de una semana.

## Características
Mide entre 3 metros, con un máximo de 6,1 metros de longitud, y pueden pesar hasta 700 kg. El hocico tiene forma de lámina, muy alargado y aplanado, sus ojos son pequeños y presenta numerosos dientes frontales largos y puntiagudos. La mandíbula es larga, estrecha y puede proyectarse ostensiblemente hacia el exterior, pero por lo común está en perfecto alineamiento con el perfil de la cabeza. Las aletas dorsales son pequeñas y redondeadas, al igual que las pectorales. La aleta anal y las aletas pélvicas son más grandes que las dorsales. El cuerpo es alargado y comprimido lateralmente. Su coloración es blanca, con matices rosados en el tronco y azulados en las aletas; pero se vuelve rápidamente amarronada en los ejemplares sacados del agua.

## Historia natural
El tiburón duende es una especie limitada a las aguas profundas, alrededor de los 1400 metros, y todavía hoy poco conocida. Se alimenta de peces, crustáceos y cefalópodos, en cuya búsqueda sin duda le resulta muy útil el largo hocico, dotado de sensibles electrorreceptores. 
Existe muy poca información recabada acerca de la manera en cómo se da la reproducción entre machos y hembras. Debido a que la mayor parte del tiempo se encuentra en las profundidades y no son peces que habitan un mismo territorio por mucho tiempo. Por lo que la poca información que se tiene es de estudios realizados a los órganos sexuales de las hembras. Gracias a estos estudios se tiene claro que son animales ovovivíparos y que migran para poder encontrar con quien aparearse.

## Distribución
Océano Atlántico occidental y oriental, océano Índico occidental, y océano Pacífico occidental desde Japón hasta Australia. También habita en América.